# 直井由文
直井 由文（なおい よしふみ、1979年10月9日 - ）は、日本のベーシスト。ロックバンドBUMP OF CHICKENでベースを担当。愛称は、チャマ（CHAMA）。千葉県佐倉市出身。LONGFELLOW所属。

## 来歴
1979年、千葉県に直井家の長男として生まれる。臼井幼稚園ではのちのBUMP OF CHICKENのメンバー全員と出会った。ただし当時は直井と藤原基央、増川弘明は升秀夫のことを知らなかったという。
升秀夫、増川弘明とともに佐倉市立臼井小学校を卒業すると、別の小学校に通っていた藤原基央と佐倉市立臼井西中学校で再会し、中学時代にはBUMP OF CHICKENの前身となる「ハゲバンド」を結成（後述）。その後バンドは現メンバーとなり、1996年2月11日にはBUMP OF CHICKENとしては初めてのステージに立った（「ティーンズ・ミュージック・フェスティバル'96」）。BUMP OF CHICKENはインディーズの時点で人気を博し、直井はプロ入りを決意。その旨を居酒屋を経営する父に相談したところ「18歳までに大検と調理師免許を取ったら好きにしていい」と言われ、高校へは進学せずに調理専門学校へ通い、調理師免許を取得した。

## 人物
音楽を始めたきっかけは中学時代の友人で、のちにドラム担当となる升秀夫。升に借りたXのアルバム「Vanishing Vision」に衝撃を受け、音楽に目覚めたという。中学2年生の誕生日に父親にフェルナンデス社製のベースを買ってもらい、翌年に升がドラムを手に入れたことから、幼少時からの知り合いでギターを弾いていた同級生の藤原基央ともう一人の友人（通称は「あいつ」。増川弘明ではない）を加えた4人で「ハゲバンド」を結成し、活動をスタートさせる。その後「あいつ」がバンド活動に対しての意欲をなくしたため、スタッフ的な立場だった増川がギター担当となった。
未年・天秤座。血液型A型。愛称は、チャマで、自身のSNSのユーザー名も「CHAMA」としている。愛称の由来は、小学生の時に友人に100円のジュースをおごったことで、おぼっちゃまの略である「チャマ」と呼ばれるようになった。趣味はカメラとバイクで、シングル『ロストマン/sailing day』のジャケットをはじめ、『オンリー ロンリー グローリー』のジャケットを撮影（撮影時には単身グアムへと飛んだ）。アルバム『ユグドラシル』の歌詞カードは、直井の撮った写真に藤原が絵を描いた。バイクに乗りはしないが見ることが好きである。
バンドのムードメーカーであり、ライブやラジオ、インタビューでは積極的に進行役を務める。実家は佐倉市臼井台にある飲食店（店名は「おおいわ」2021年9月23日閉店）で、「グロリアスレボリューション」のPVにも登場しており、BUMP OF CHICKEN所縁のものを展示しているガレージも隣接している（店主は直井の父の直井守）。バンド活動初期の頃は直井宅にメンバーが集まって練習をしていた。また、バンドのグッズのデザインなどを手がけることが多い。

## 趣味
漫画（弐瓶勉も読むとのこと）やアニメ、ゲームを好み、漫画『ONE PIECE』のファンだと公言するほか、『攻殻機動隊』のムック本に寄稿したこともある。トランスフォーマーの熱烈なファンで、100体以上を保有する上に、世界で5体しか存在しないレアモデルをeBayにて1体20万円で購入したこともある。他に『PONTSUKA!!』の企画ではタカラトミーの開発者にメッセージを寄せてもらったこともあるほか、2019年にはタカラトミーの協力を受け、トランスフォーマーとBUMP OF CHICKENのコラボレーショングッズを製作した。メンバーでは唯一の著書である『COMIC WORLD FUN』を執筆しており、同作には雑誌『H』での連載「COMIC WORLD」を基に、自身による写真やイラスト、料理、コミックが収められている。唯一の愛読書は、雑誌『ファミ通』。

## エピソード
BUMP OF CHICKENのメンバーでは唯一SNSアカウントを所持している。2014年にZIP-FMのラジオ番組内の企画でツイートを行ったことがきっかけでTwitterのアカウントを作成し、さらに39歳の誕生日である2018年10月9日にはInstagramのアカウントを作成した。
2020年9月18日、『文春オンライン』が過去の不倫関係について報じた。直井及び所属事務所はSNSと公式サイトを通じて事実を概ね認めた上で謝罪。9月25日、直井は当面の間音楽活動を休止し、バンドは残るメンバー3人で活動することとなった旨を発表した。直井の休止中にレコーディングされた「Flare」「なないろ」のベースは藤原が担当した。
2021年2月27日に放送された「SONGS」では直井を除いた3人で出演。サポートメンバーを起用せずパフォーマンスを行った。
2021年6月6日、活動再開が発表された。9月5日、レギュラーラジオ番組の「PONTSUKA!!」に復帰した。12月22日にリリースされたパッケージシングル「なないろ」に収録されている「なないろ」「Flare」では直井の演奏した音源が収められている。12月31日に放送された「第72回NHK紅白歌合戦」にもメンバーとして出演した。
2022年7月2日、3日に開催された BUMP OF CHICKEN LIVE 2022 Silver Jubilee at Makuhari Messe 02/10-11振替公演 DAY1 DAY2にて、ファンの前で謝罪を行った。

## 音楽家として

### 特徴
自身は「楽譜（五線譜）が読めない」と公言している。
ベースのプレイとしては、インディーズ時代やメジャーデビューして間もない頃はよく動く目立つベースラインが特徴的だった（本人は当時の自分を「俺様」と、藤原は「ギターよりもギターみたいな音だった」と評している）。『orbital period』あたりからは落ち着いたベースラインの楽曲が多くなったが、『COSMONAUT』からは以前のようなよく動くベースラインの楽曲も増えてきており、近年の楽曲でも比較的激しいベースラインを聞くことができる。
初期はミュージックマン・スティングレイを、現在はSonic SRB（ジャズベースタイプ）を使用している。
楽曲「車輪の唄」･「Merry Christmas」のミュージックビデオや愛知万博内のプラネタリウムにて開催されたアコースティックライブ（2005年）、さらには2012年・2014年・2016年のツアーなどではウッドベースを弾いている。
また、「angel fall」「虹を待つ人」「ファイター」「コロニー」をライブで披露する際には、サビまでの間にシンセサイザーを演奏する。
初期の楽曲である「ベストピクチャー」の作曲を直井が、「彼女と星の椅子」の作詞作曲を藤原と直井が手掛けており、特に「彼女と星の椅子」は、直井の38歳の誕生日にあたる2017年10月9日に開催されたライブ（エコパアリーナ）で、直井自らの弾き語りにより披露したこともある。

## 作品
BUMP OF CHICKENの作品についてはBUMP OF CHICKEN#ディスコグラフィを参照のこと。

### 参加楽曲
- CHARA「ラブラドール」（『honey』） - ベース

## 使用機材
- ベース
  - フェンダー　ジャズベース フェンダーカスタムショップ  61年製ヴィンテージを基にフェンダージャスベースの初期型スペックと同じ仕様にカスタマイズしたオーダー品 BUMPエンブレムが刻印されたスペシャル仕様:シリアルNo.R68635(ソニックブルー)
  - ソニック　ジャズベースタイプ(チャマブルー)初号機
  - ソニック　ジャズベースタイプ(アイスブルーメタリック)2号機
  - ソニック　スティングレイタイプ(マットブラック)3号機
  - ソニック　ハイパーソニックベース 五弦ベース(マットオレンジ チャマオレンジ) 4号機
  - ソニック　ジャズベースタイプ(チャマイエロー)5号機
  - ソニック　プレシジョンベースタイプ(チャマピンク)6号機
  - ソニック　TJB-373C(ブラックマット)7号機
  - フェンダー・ジャズベース(3トーン・サンバースト) '61(2009年入手)
  - フェンダー・ジャズベース(3トーン・サンバースト) '61(2013年入手)
  - フェンダー・ジャズベース '65(ブラック)
  - フェンダー・ジャズベース(フィエスタレッド)
  - フェンダー・プレシジョンベース '59(スラブボード指板)
  - フェンダー・プレシジョンベース '72(サンバースト)
  - フェンダー　Bass VI（六弦ベース）
  - フェンダー　ジャコ・パストリアス モデル
  - ギブソン ノンリバース・サンダーバード '67
  - ギブソン EB-2 '67(セミ・アコースティックベース)
  - サドウスキーTOKYO　RB5 59Burst/Mint(五弦ベース)
  - サドウスキーNYC　Satin5-24 #8383 /Inca Silver(五弦ベース)
  - サドウスキー (四弦ベース)
  - リッケンバッカー　3000 '76
  - カール・ヘフナー　500-1
  - ミュージックマン・スティングレイ
  - アルター・エゴ　Baby Ego Figaro Y  Full Sound(エレクトリック・アップライト・ベース)
  - カラザース・ギター　SUB-1(エレクトリック・アップライト・ベース)

- MIDI Keyboard
  - M-Audio/Axiom 25

- アンプ
  - アンペグ　SVT
  - アンペグ　SVT-AV
  - アンペグ　B-15N Portaflex '64
  - AVALON   U5
  - ホンダ・サウンド・ワークス　ホンダマン
  - ハイワット　AP DR-201 '60〜'70
  - アッシュダウン　ABM500 EVOⅡ
  - マーシャル　MAJOR
  - ウォルター・ウッズ　M-800
  - エピファニー　UL2 410
  - ORANGE/AD200B MKⅢ
  - フェンダー　Super Bassman
  - フェンダー　Bassman 810 Neo Enclosure

- その他
  - KORG製チューナー
  - アコースティックギター用のチューナー
  - A/B BOX
  - BOSS/CE-2 CHORUS
  - LEHLE/LITTLE LEHLE
  - SHURE/AD-4D ワイヤレスレシーバー
  - AVALON/D.I. （BASS用とアコギ用）
  - YAMAHA/MOTIF-RACK ES
  - FREE THE TONE/PA-1QB (PROGRAMMABLE 10 BAND EQ)
  - CUSTOM AUDIO JAPAN/MLS-2(Multiple Line Selector)